# Božo Petrović-Njegoš
Božo Petrović-Njegoš (cirílico serbio: Божо Петровић-Његош) fue un vaivoda y político montenegrino.
Después de tomar el mando del Ejército del Sur en la guerra montenegrino-otomana de 1876-1878, representó al Principado de Montenegro en el Congreso de Berlín. Se desempeñó como jefe de gobierno de Montenegro de 1879 a 1905, siendo él el primer jefe de gobierno de la historia de Montenegro.

## Biografía
Božo estudió en París. Regresó a Montenegro tras finalizar sus estudios. Como primo del príncipe Nicolás, Božo fue el heredero natural desde 1860 hasta 1871, cuando nació el primer hijo de Nicolás, Danilo.
Božo fue el comandante del Ejército del Sur durante la Guerra montenegrino-otomana de 1876-1878. Tuvo gran éxito en las batallas de Medun y Trijebač. Sin embargo, en sus memorias, vaivoda Ilija Plamenac afirma que él era el líder de facto del Ejército del Sur ya que Božo era demasiado joven e inexperto. Después de la guerra, Božo fue el representante montenegrino en el Congreso de Berlín. Fue candidato a Príncipe de Bulgaria en 1879.
Después del Congreso, Božo sirvió como jefe de gobierno durante más de 25 años. Primero como presidente del Consejo del Senado y luego como presidente del Consejo de Estado de 1879 a 1905. Se retiró de la política con la proclamación de la Constitución liberal de Montenegro de 1905. En 1915, fue nombrado gobernador de Shkodër y Malësia tras su ocupación en la Primera Guerra Mundial.
Božo fue encarcelado en diciembre de 1918 durante los acontecimientos que llevaron a la creación de Yugoslavia. Fue detenido cerca de Nikšić con sus dos hermanos menores, el general Đuro Petrović y el exconcejal de distrito Marko Petrović. Los tres fueron internados en Podgorica. Božo y Marko fueron liberados después de casi un año y luego internados en Sarajevo. El general Đuro estuvo retenido en Podgorica, donde padecía catarata.

## Muerte
Murió en 1929 y está enterrado en el cementerio de la Iglesia de San Sava en Erakovići, cerca de Cetiña.